# グリフィン (音楽家)
グリフィン （Gryffin/GRYFFIN、1987年9月29日 - ）は、アメリカ合衆国生まれのミュージシャン、DJ、音楽プロデューサー。トーヴ・ローの『Talking Body』、マルーン5の『Animals』、イヤーズ・アンド・イヤーズの『デザイア』など、いくつかの有名な曲のリミックスを手掛けた。  

## 生い立ち・人物
カリフォルニア州サンフランシスコで生まれる。アメリカ人の父親と日本人の母親を持ち、幼い頃からピアノやギターを習う。    高校時代にはバンドを組みながら、楽器の演奏能力を磨く。同じ頃にEDMに出会い、ダフトパンクの「Around The World」に衝撃を受け、音楽プロデュースを志すようになる。南カリフォルニア大学では 電気工学を学び、余暇の合間に音楽制作に取り組むようになった。 
2009年、友人のトム・エバンスとともに「The White Panda」を結成。  2011年7月には全国ツアーを開始し、第2世代のマッシュアップアーティストとして、大学キャンパスでのライブや音楽ストリーミングサイトで人気を博す。 
その後、2015年に行われたSnowGlobe Music Festivalにおいて、「グリフィン」として世界デビューを果たす。 

## 歴史

### 2016年
1月22日、デビューシングルとして、オーストラリアの歌手Josef Salvatをフィーチャーした 『Heading Home』  をDarkroom / Interscope Recordsからリリース 。   2016年5月2日には、公式ミュージックビデオをYouTubeにアップロード。  
8月26日、Bipolar Sunshineとともに 『Whole Heart』をリリース。  『Whole Heart』について、「この曲は、自分のサウンドの成熟度とソングライティングの深さを表現することができ、アーティストとして大きな一歩となった」と述べた。 

### 2017年
2017年は3つのシングルをリリース。 DJイレニアムと歌手デイヤとのコラボレーションによる 『Feel Good』 を3月3日にリリース。  7月7日には、歌手Sinéad Harnettとの 『Love in Ruins』  、10月6日 には、Katie Pearlmanと 『Nobody Compares to You』 をリリース。 

### 2018年
2018年は彼にとっては大きな年となり、年間を通じて5枚のシングルをリリース。 最初のシングルとして、4月20日にクイン・XCIIとダニエル・ウィルソンをフィーチャリングした『Winnebago』をリリース。   続いて6月22日にイセリン・ソルヘイム をフィーチャリングした『Just for a Moment』、8月3日には、Elley Duhéと 『Tie Me Down』 をリリース、 10月26日に、Zoharaと 『Remember』をリリースし、US Dance Chartsで1位を獲得。 彼の最初のヒット曲となった。 

### 2019年
2019年、デビューアルバム『Gravity』をリリース。 

### 2020年
2020年7月26日、Instagram上でジョン・マーティンとともに『Cry』をリリース。  11月19日には、Audrey Mikaとのコラボレーション『Safe With Me』をリリース。

### 2021年
2021年2月10日、Two Feetと『I Want Love』をリリース。6月3日、Kyle Reynoldsをフィーチャーアーティストに迎えて『Best Is Yet To Come』をMVとともに発表。8月6日、『New Blood』をリリース。

### 2022年
2018年にリリースした『Tie Me Down』が、2022年においてユーザが作ったSNSのコンテンツとともに話題となり、日本の音楽チャートにおいて急上昇する現象を起こす。2022年4月1日、OneRepublicをフィーチャリングした『You Were Loved』をリリース。11月4日、２枚目のアルバム『Alive』をリリース。 

## 音楽スタイル
美しいメロディとエモーショナルなサウンドを中心としたメロディック・ハウス・スタイル。  「エレクトリックとオーガニックのハイブリッド」と称して、ピアノとギターのトラックを制作曲に取り入れている。  

## ディスコグラフィー

### スタジオアルバム
- Gravity (2019年)
- Alive (2022年)
- Pulse (2024年)

### EP
- Gravity,Pt.1 (2018年)

### シングル
- Heading Home (featuring Josef Salvat) (2016年)
- Whole Heart (with Bipolar Sunshine) (2016年)
- Feel Good (with Illenium featuring Daya) (2017年)
- Love in Ruins (featuring Sinéad Harnett) (2017年)
- Nobody Compares to You (featuring Katie Pearlman) (2017年)
- Winnebago (featuring Quinn XCII and Daniel Wilson) (2018年)
- Just for a Moment (featuring Iselin Soheim)  (2018年)
- Tie Me Down (with Elley Duhé) (2018年)
- Remember (with Zohara) (2018年)
- Bye Bye (featuring Ivy Adara) (2018年)
- All You Need to Know (with Slander featuring Calle Lehmann) (2019年)
- Hurt People (with Aloe Blacc) (2019年)
- OMG (with Carly Rae Jepsen) (2019年)
- Baggage (with Gorgon City and AlunaGeorge) (2019年)
- Body Back (featuring Maia Wright) (2019年)
- Hold You Tonight (with Chris Lane) (2020年)
- Cry (with John Martin) (2020年)
- Safe with Me (with Audrey Mika) (2020年)
- I Want Love (with Two Feet) (2021年)
- Best Is Yet To Come (with Kyle Reynolds) (2021年)
- New Blood (with Boy Matthews) (2021年)
- Piece of Me (with LOVA) (2021年)
- After You (with Jason Ross featuring Calle Lehmann) (2021年)
- You Were Loved (with OneRepublic) (2022年)
- Alive (with Calle Lehmann) (2022年)
- Caught Up (with Olivia O'Brien) (2022年)
- Reckless (with MØ) (2022年)
- Colors (with Blanke and Eyelar) (2022年)
- Woke Up in Love (with Kygo and Calum Scott) (2022年)
- Scandalous (with Tinashe) (2022年)
- Forever (with Elley Duhé) (2022年)
- Dreams (2023年)
- Oceans (with Kid Joi) (2023年)
- Evergreen (with Au/Ra)  (2023年)
- Last Of Us (featuring Rita Ora)  (2024年)
- What Took You So Long (with Armin van Buuren) (2024年)
- Magic (featuring babyidontlikeyou)  (2024年)
- Magnet (with Disco Lines & MAX)  (2024年)
- Dance Through the Night (with Whethan and Norma Jean Martine)  (2024年)
- Never Letting Go (with Alok & Julia Church)  (2024年)
- In My Head (with Kaskade featuring Nu-La)  (2025年)
- Air (with Excision featuring Julia Michaels)  (2025年)

### その他のチャートの曲
- You Remind Me (featuring Stanaj) (2018年)
- Need Your Love (with Seven Lions and Noah Kahan) (2019年)
- Lose Your Love (with Matt Maeson)